# Fernando Savater

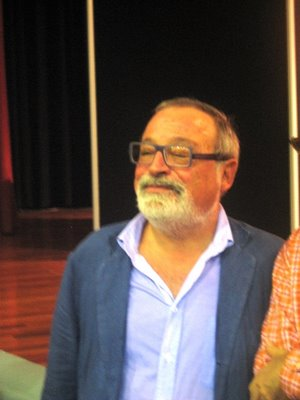
Fernando Savater in 2007

Fernando Fernández-Savater Martín (San Sebastián, 21 juni 1947) is een Spaans filosoof en schrijver.

## Biografie
Savater werd geboren in Spaans Baskenland en studeerde filosofie aan de Complutense Universiteit van Madrid. Onder het Franco-bewind werd hij, om politieke redenen, gevangengezet en gedwongen ontslag te nemen als universitair assistent. In 1975 promoveerde hij op een proefschrift over de filosoof Emil Cioran. In 1980 werd hij hoogleraar ethiek aan de universiteit van zijn geboortestad. Sinds 1993 is hij hoogleraar filosofie in Madrid.
Savater, die zichzelf typeert als agnost, schreef een groot aantal werken met filosofische en opvoedkundige thema's, maar ook romans en essaybundels. Enkele werken zijn uitgegeven in het Nederlands door uitgeverij Erven J. Bijleveld, waaronder De waarde van opvoeden.
In 2012 werd de Spaanse literatuurprijs, de Premio Primavera aan hem toegekend.

## Publicaties
- Ethiek nu! Een filosofie voor het moderne leven., Utrecht, Bijleveld 2013.
- Het avontuur filosofie. Denkers die de wereld veranderden., Utrecht, Bijleveld 2012.
- De moed om te kiezen. Een filosofie van de vrijheid., Utrecht, Bijleveld, 2010.
- Lof der godloosheid. Kleine filosofie van ongeloof en twijfel., Utrecht, Bijleveld, 2010.
- Vrijheid, gelijkheid, burgerschap. Zakwoordenboek voor mensen van morgen., Utrecht, Bijleveld, 2009.
- De zeven hoofdzonden. Handleiding voor de 21ste eeuw., Utrecht, Bijleveld, 2008.
- De tien geboden. Handleiding voor de 21ste eeuw., Utrecht, Bijleveld, 2006.
- De vragen van het leven. Uitnodiging tot filosoferen., Utrecht, Bijleveld, 2004
- De waarde van opvoeden. Filosofie van onderwijs en ouderschap., Utrecht, Bijleveld, 2001.
- Goed samen leven. Politiek voor mensen van morgen., Utrecht, Bijleveld, 1998.
- Het goede leven. Ethiek voor mensen van morgen., Utrecht, Bijleveld, 1996.
- Een kleine filosofie van het ongeloof, Utrecht, Bijleveld, 2022

- Bibsys: 90064291
- Biblioteca Nacional de España: XX882443
- Bibliothèque nationale de France: cb120274626 (data)
- Catàleg d'autoritats de noms i títols de Catalunya: 981058514082906706
- CiNii: DA06421952
- Gemeinsame Normdatei: 119442132
- International Standard Name Identifier: 0000 0001 0868 5399
- Library of Congress Control Number: n50015641
- Nationale Bibliotheek van Letland: 000047839
- Bibliotheek van het Japanse parlement: 00474469
- Nationale Bibliotheek van Tsjechië: jn20000604806
- Nationale bibliotheek van Australië: 35477391
- Nationale Bibliotheek van Israël: 987007267647205171
- Nationale Bibliotheek van Polen: a0000001110618
- Nationale en Universitaire bibliotheek Zagreb: 000203916
- Nederlandse Thesaurus van Auteursnamen: 06894344X
- Istituto Centrale per il Catalogo Unico: CFIV016254
- LIBRIS: 222151
- Système universitaire de documentation: 028439759
- Virtual International Authority File: 9861437
- WorldCat: E39PBJdrHqV9C9jYt7qXpgMkjC